# Maria Perekusichina

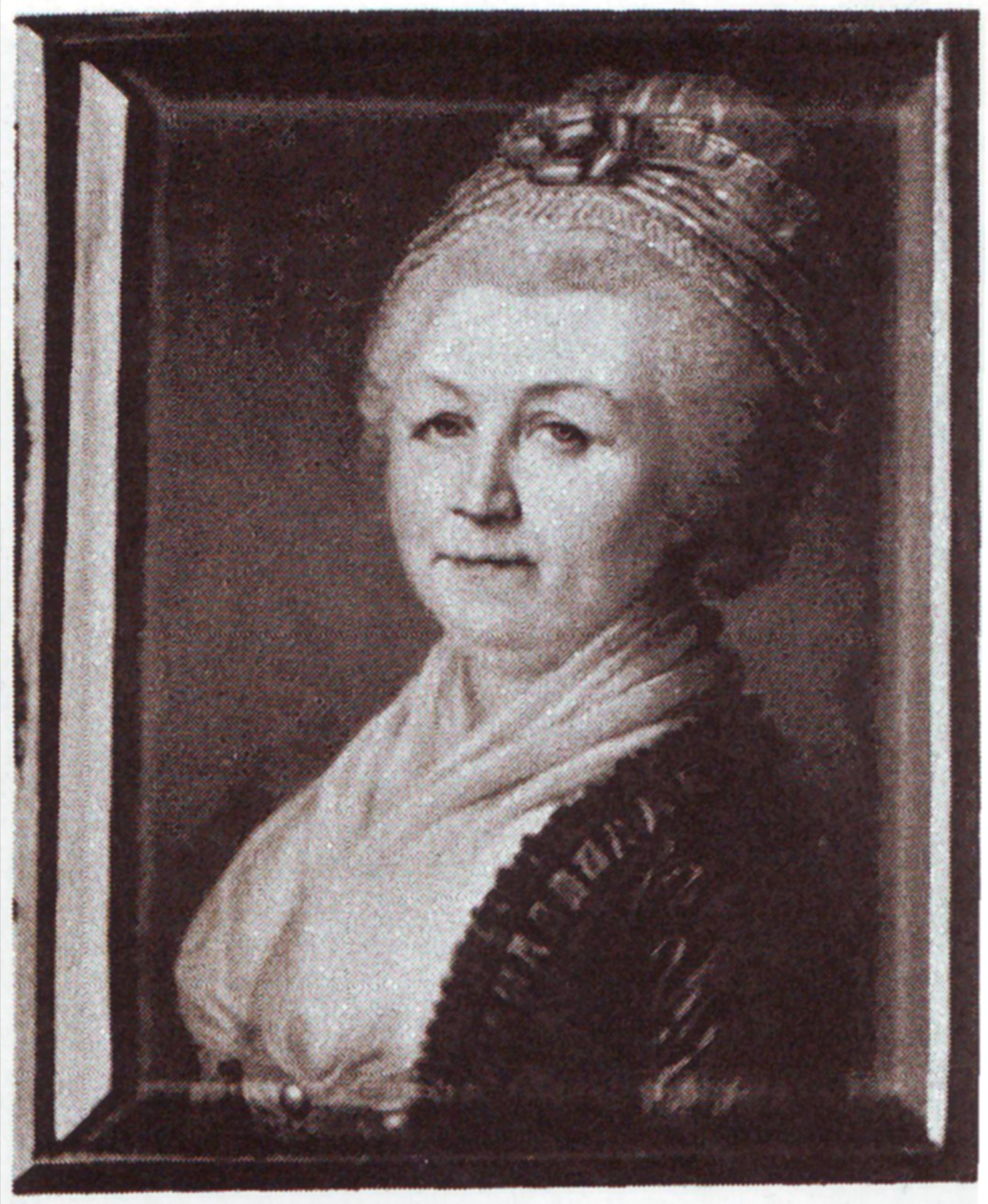
Maria Perekusichina

Maria Savvisjna Perekusichina, född 1739, död 1824, var en rysk memoarförfattare och inflytelserik kammarjungfru till Katarina den stora.
Hon var från en adlig familj och arbetade som kammarjungfru hos Katarina sedan någon gång på 1760-talet fram till dennas död. Hon hade Katarinas tillit och hennes nära position till monarken gjorde att hon blev en värdefull förbindelselänk för supplikanter. Det sades att alla Katarinas favoriter var beroende av henne. Hon var närvarande vid Katarinas död och skrev ned sina minnen av henne.